# Championnat de France masculin de hockey sur gazon 2010-2011
Navigation
Édition suivante
Il s'agit de  la 104e édition du Championnat de France de hockey sur gazon.
La première partie de saison a vu le Lille Métropole Hockey Club s'imposer mais les lillois ont été sèchement battus par les parisiens du Cercle athlétique de Montrouge (qualifié grâce à leur différence de but) 6 buts à 1. Dans la deuxième demi-finale les lyonnais ont battu les autres parisiens 5 à 1. Lors de la finale qui opposa Lyon à Montrouge au terrain du "Lille'hok" (Lille) les joueurs de Montrouge ont remporté cette finale et leur 6e titre de champion de France (le deuxième d'affilée) après une victoire aux "strokes" (tirs au but) 4-3.

## Phase Régulière

### Résultats
| Résultats (▼dom., ►ext.)                                   | ASC | CHC | CAM | FCL | LMHC | NCH  | PJB | RCF | SGHC | SF  |
| Amiens Sports Club                                         |     | 2-2 | 1-0 | 1-4 | 2-4  | 8-1  | 4-2 | 3-4 | 2-2  | 4-2 |
| Cambrai Hockey Club                                        | 5-0 |     | 4-2 | 0-2 | 3-2  | 5-2  | 6-2 | 4-3 | 1-2  | 3-1 |
| Cercle Athlétique de Montrouge                             | 6-2 | 2-2 |     | 1-1 | 0-6  | 12-1 | 6-0 | 8-1 | 4-0  | 4-0 |
| FC Lyon Hockey                                             | 6-1 | 7-2 | 1-2 |     | 0-2  | 10-2 | 2-1 | 8-0 | 2-1  | 5-2 |
| Lille Métropole Hockey Club                                | 6-0 | 2-1 | 1-0 | 3-2 |      | 3-0  | 0-0 | 5-3 | 1-2  | 4-1 |
| Nice Hockey Club                                           | 1-1 | 1-4 | 1-5 | 2-4 | 0-6  |      | 5-3 | 3-4 | 1-8  | 4-3 |
| Paris Jean Bouin                                           | 1-4 | 2-4 | 3-7 | 1-3 | 2-7  | 5-2  |     | 3-1 | 0-1  | 0-0 |
| Racing Club de France                                      | 3-1 | 0-2 | 1-5 | 1-5 | 0-6  | 6-1  | 3-2 |     | 3-3  | 3-3 |
| Saint Germain                                              | 8-2 | 5-2 | 3-0 | 2-1 | 2-3  | 4-0  | 4-0 | 8-4 |      | 4-3 |
| Stade Français                                             | 1-1 | 3-7 | 2-3 | 0-2 | 1-5  | 1-2  | 2-6 | 2-8 | 0-2  |     |
| - Victoire à domicile - Match nul - Victoire à l'extérieur |     |     |     |     |      |      |     |     |      |     |

### Classement
| Rang | Équipe                            | Pts | J  | V  | N | P  | BP | BC | Diff |
| ---- | --------------------------------- | --- | -- | -- | - | -- | -- | -- | ---- |
| 1    | Lille Métropole Hockey Club       | 46  | 18 | 15 | 1 | 2  | 66 | 19 | +47  |
| 2    | Saint-Germain-en-Laye Hockey Club | 41  | 18 | 13 | 2 | 3  | 61 | 29 | +32  |
| 3    | FC Lyon Hockey                    | 41  | 18 | 13 | 1 | 4  | 65 | 24 | +41  |
| 4    | Cercle athlétique de Montrouge T  | 35  | 18 | 11 | 2 | 5  | 67 | 30 | +37  |
| 5    | Cambrai Hockey Club P             | 35  | 18 | 11 | 2 | 5  | 57 | 40 | +17  |
| 6    | Racing Club de France             | 20  | 18 | 6  | 2 | 10 | 46 | 72 | -26  |
| 7    | Amiens Sports Club                | 19  | 18 | 5  | 4 | 9  | 39 | 58 | -19  |
| 8    | Paris Jean-Bouin                  | 11  | 18 | 3  | 2 | 13 | 35 | 61 | -26  |
| 9    | Nice Hockey Club                  | 10  | 18 | 3  | 1 | 14 | 29 | 92 | -63  |
| 10   | Stade français                    | 3   | 18 | 0  | 3 | 15 | 27 | 67 | -40  |

|  | Qualifié pour la phase finale et l'EHL (n°1). |
|  | Qualifiés pour la phase finale (n°2, n°3, n°4). |
|  | Barrage contre 2e Nationale 1 (n°9) |
|  | Relégué en Nationale 1 pour la saison 2011-2012 (n°10). |
|  | T : Tenant du titre 2009-2010 • P : Promu Nationale 1 2009-2010 Pts : Points gagnés • J Joués • V : Victoires • N : Matches Nuls • P : Perdus • BP : Buts Pour • BC : Buts Contre • Diff : Différence |

## Barrage
| Barrage 9e Élite et 2e Nationale 1 Match 1 | Nice Hockey Club | 5 - 2 | Hockey Club de Nantes |                                        |                                        |
| 28 mai 2011 13h00                          |                  |       |                       | Arbitrage : Marc KNULLE Yolande LANZAS | Arbitrage : Marc KNULLE Yolande LANZAS |

| Barrage 9e Élite et 2e Nationale 1 Match 2 | Hockey Club de Nantes | 2 - 5 | Nice Hockey Club |                                        |                                        |
| 29 mai 2011 10h00                          |                       |       |                  | Arbitrage : Marc KNULLE Yolande LANZAS | Arbitrage : Marc KNULLE Yolande LANZAS |

## Phase Finale
|  | Demi-finales     | Demi-finales |         |       | Finale      | Finale      |
|  | Demi-finales     | Demi-finales |         |       | Finale      | Finale      |
|  |                  |              |         |       |             |             |
|  | 15 mai 2011      | 15 mai 2011  |         |       | 22 mai 2011 | 22 mai 2011 |
|  | 15 mai 2011      | 15 mai 2011  |         |       | 22 mai 2011 | 22 mai 2011 |
|  | Lille MHC        | 1            |         |       | 22 mai 2011 | 22 mai 2011 |
|  | Lille MHC        | 1            |         |       | 22 mai 2011 | 22 mai 2011 |
|  | CA Montrouge     | 6            |         |       | 22 mai 2011 | 22 mai 2011 |
|  | CA Montrouge     | 6            | FC Lyon | 1 (3) |             |             |
|  | 15 mai 2011      |              | FC Lyon | 1 (3) |             |             |
|  |                  | CA Montrouge | 1 (4)   |       |             |             |
|  | Saint Germain HC | CA Montrouge | 1 (4)   | 1     |             |             |
|  | Saint Germain HC |              |         | 1     |             |             |
|  | FC Lyon          | 5            |         |       |             |             |
|  | FC Lyon          | 5            |         |       |             |             |